# Alberto Galateo
Alberto Galateo est un footballeur argentin, né le 4 mai 1912 et mort le 26 février 1961. Évoluant au poste d'intérieur gauche, il débute à l'Unión de Santa Fe puis joue au Club Atlético Huracán, à Chacarita Juniors, au Racing Club de Avellaneda et au Club Atlético Colegiales.
Il compte une sélection et un but marqué en équipe d'Argentine.

## Biographie
Galateo commence à jouer à l'Unión de Santa Fe, et évolue sous ces couleurs lorsqu'il est convoqué par le directeur technique de la sélection argentine, Felipe Pascucci, pour disputer la coupe du monde 1934. Il marque un but contre la Suède mais les Argentins s'inclinent 3-2 dès le premier tour.
Il continue sa carrière dans la Liga Profesional Argentina en 1935, au Club Atlético Huracán, club du quartier de Parque Patricios (Buenos Aires). Il y joue 32 matchs pour 9 buts entre 1935 et 1937. En 1938, il rejoint les Chacarita Juniors, où il joue 22 matchs (5 buts), et en 1939, il joue un match avec le Racing Club de Avellaneda. En 1943, il évolue dans la Segunda División argentine, au Club Atlético Colegiales, jouant 12 matchs et marquant un but.
En février 1961, Galateo est tué par son fils David, à la suite d'une dispute familiale. Menaçant de tuer sa femme, son fils prit la défense de sa mère en l'abattant. En 2022, son petit-fils, Damián, réalise un film (Terror Familiar) sur ces événements.